# 1785
Промислова революція •  Просвітництво •  Російська імперія

## Геополітична ситуація
Османську імперію очолює султан Абдул-Гамід I (до 1789). Під владою османів перебувають Близький Схід та Єгипет, Середземноморське узбережжя Північної Африки, частина Закавказзя, значні території в Європі: Греція, Болгарія і Сербія. Васалами османів є Волощина та Молдова.
Священна Римська імперія охоплює, крім німецьких земель, Угорщину з Хорватією, Трансильванію, Богемію, Північну Італію, Австрійські Нідерланди. Її імператор — Йосиф II (до 1790). Королем Пруссії є Фрідріх II (до 1786).
У Франції королює Людовик XVI (до 1792). Франція має колонії в Північній Америці та Індії. В Іспанії править Карл III (до 1788). Королівству Іспанія належать південь Італії, Нова Іспанія, Нова Гранада, Віцекоролівство Перу, Внутрішні провінції та Віцекоролівство Ріо-де-ла-Плата в Америці, Філіппіни. У Португалії королюють Марія I (до 1816) та Педру III (до 1786). Португалія має володіння в Бразилії, в Африці, в Індії, в Індійському океані й Індонезії.
На троні Великої Британії сидить Георг III (до 1820). Британія має колонії в Північній Америці, на Карибах та в Індії. Сполучені Штати Америки, займають територію колишніх 13 британських колоній, територія на півночі північноамериканського континенту належить Великій Британії, територія на півдні та заході — Іспанії й Франції.
Північ Нідерландів займає Республіка Об'єднаних провінцій. Вона має колонії в Америці, Індонезії, на Формозі та на Цейлоні. Король Данії та Норвегії — Кристіан VII (до 1808), на шведському троні сидить Густав III (до 1792). На Апеннінському півострові незалежні Венеціанська республіка та Папська область. Король Речі Посполитої — Станіслав Август Понятовський (до 1795). У Російській імперії править Катерина II (до 1796).
Україну розділено між трьома державами. Королівство Галичини та Володимирії належить Австрії. По Дніпру проходить кордон між Річчю Посполитою та Російською імперією. Лівобережна частина розділена на Київське намісництво, Чернігівське намісництво, Новгород-Сіверське намісництво, Новоросійську губернію та Харківське намісництво. Задунайська Січ існує під протекторатом Османської імперії. Крим є частиною Російської імперії.
В Ірані править династія Зандів.
Значними державами Індостану є Імперія Великих Моголів, Імперія Маратха. Зростає могутність Британської Ост-Індійської компанії. У Бірмі править династія Конбаун. У Китаї володарює Династія Цін. У Японії триває період Едо.

## Події

### В Україні
- У містах Лівобережної України та Слобідської України встановлюється система влади міських дум.
- При Галицькому намісництві створено першу метрологічну службу — інспекторат мір і ваг.

### У світі
- 6 липня Конгрес США обрав долар національною валютою США.
- 17 липня словацький авантюрист Моріц Беньовський, проголосивши себе імператором Мадагаскару, оголосив війну Франції.
- 25 липня король Пруссії Фрідріх II утворив з Саксонією та Ганновером Фюрстенбунд з метою протистояти могутності Габсбургів.
- У Франції виплила на божий світ афера з намистом королеви.
- Бенджамін Франклін звільнився з посади посла Сполучених Штатів у Франції й повернувся в Пенсильванію на посаду губернатора.

### Засновані
- Бухарський емірат
- Кавказьке намісництво

### Зникли
- М'яу-У (царство)

### Наука та культура
- Французький фізик Шарль Кулон відкрив фізичний закон, відомий зараз як закон Кулона.
- Англійський винахідник Едмунд Картрайт отримав патент на механічний ткацький верстат.
- Джеймс Гаттон доповів перед Королівським товариством Единбурга свою «Теорію Землі».
- Жан-П'єр Франсуа Бланшар та Джон Джеффріс уперше перелетіли через Ла-Манш на повітряній кулі.
- 1 січня у Лондоні побачив світ перший номер газети «Daily Universal Register», пізніше відомої як The Times.
- Фрідріх Генріх Якобі опублікував «Листи про вчення Спінози», з яких почалася суперечка про пандемізм серед німецьких інтелектуалів.
- У Лондоні побачила світ книга Рудольфа Еріха Распе про пригоди барона Мюнгаузена в Росії.
- Маркіз де Кондорсе опублікував «Міркування про застосування аналізу до оцінки виборів більшістю голосів» (фр. Essai sur l'application de l'analyse à la probabilité des décisions rendues à la pluralité des voix). У роботі були вперше викладено «метод Кондорсе» — алгоритм голосування, що забезпечує вибір реальною більшістю голосів. Там же був описаний «парадокс Кондорсе» — випадок нетранзитивності вибору у випадку трьох варіантів.
- Засновано Університет Джорджії.
- Почалося використання для освітлення світильного газу.
- У Франції почалася публікація першого журналу мод «Cabinet des Modes».

## Народились
Див. також: Категорія:Народились 1785
- 4 січня — Якоб Людвіг Карл Грімм, німецький письменник-казкар
- 20 липня — Махмуд II, султан Османської імперії

## Померли
Див. також: Категорія:Померли 1785